# Podatomski delec
Podatomski delec je delec, ki sestavlja nukleone in atome. Podatomske delce delimo na osnovne delce in sestavljene delce. Osnovnih delcev ne moremo deliti na manjše dele, ker njihova zgradba še ni znana.
Izraz podatomski delec ni najboljši, ker so mase nekaterih podatomskih delcev celo večje kot so mase nekaterih atomov. Dolgo se je verjelo, da so ti delci osnovni in da se jih ne da deliti na manjše sestavne dele. Danes je znano, da je večina delcev sestavljenih iz gradnikov, ki jih sedaj imamo za osnovne gradnike snovi, čeprav se bo verjetno tudi to v prihodnosti spremenilo. 
V resnici je tudi izraz delec problematičen, ker kvantna teorija pravi, da se vsa snov obnaša kot delci in kot valovanje. To pomeni, da se snov včasih obnaša kot delec, včasih pa kot valovanje. Izraz delec izvira še iz časov klasične fizike.
Prvi podatomski delec, ki so ga odkrili, je bil elektron v letu 1897. Pozneje so odkrili, da atome sestavlja jedro, ki ga obkroža oblak elektronov. V 30. letih dvajsetega stoletja so odkrili, da je tudi jedro sestavljeno iz protonov in nevtronov. V 70. letih dvajsetega stoletja so odkrili , da sta ti dve vrsti delcev sestavljeni iz manjših, ki so jih imenovali kvarki. Danes smo prepričani, da vso snov okoli nas sestavljajo kvarki in leptoni. Nosilci sile pa so delci, ki jih imenujemo bozoni. 
Delce so uvrstili v Standardni model, ki pozna kvarke in leptone ter nekaj nosilcev sil med delci. Nekaterih delcev nikoli doslej še niso opazili kot samostojne v naravi (primer: kvarki).